# Хог, Эллен
Эллен Мартейн Хог (нидерл. Ellen Martijn Hoog; 26 марта 1986, Блумендал, Нидерланды) — бывшая нидерландская хоккеистка на траве, игрок национальной сборной Нидерландов. Двукратная олимпийская чемпионка игр 2008 года в Пекине и 2012 года в Лондоне. Чемпионка мира 2006 года, серебряный призёр чемпионата мира 2010 года и чемпионата Европы 2011 года.

## Спортивная карьера
Пришла в секцию хоккея на траве при клубе SCHC в семилетнем возрасте, в тринадцать лет попала в юношескую сборную Нидерландов, затем в молодежную. В 2004 году в матче против сборной Южной Корее дебютировала в составе первой сборной, сыграв 127 игр всего и забив 32 гола в них. Окончила университет Йохана Кройфа в Амстердаме (Cruyff Institute). В августе 2005 года выиграла чемпионат Европы в Ирландии, в декабре того же года — Трофей чемпионов в Австралии, а также чемпионат мира 2006 года. Победила на Олимпиадах в 2008 и 2012 годах: в полуфинале забила победный гол в серии пенальти в ворота Новой Зеландии. Кавалер ордена Оранских-Нассау за победу на Олимпиаде-2012.

## Семья
В 2005 году через неделю после завершения победного для Нидерландов чемпионата Европы скончался отец Эллен, и она долгое время не могла решиться продолжить игровую карьеру, но в октябре 2005 года вернулась в хоккей на траве.
Большую моральную поддержку Эллен во время выступлений оказывает её парень, Каллум Табор. Эллен неоднократно говорила, что побеждает благодаря его поддержке.
Вышла замуж в 2017 году после завершения спортивной карьеры. Родила дочь в феврале 2019 года.

## Вне хоккея на траве
В 2013 году Эллен Хог снялась для Sports Illustrated в бикини-фотосессии.